# آکی، کوچی
آکی در استان کوچی در کشور ژاپن  واقع شده است  که دارای جمعیت ۲۰٬۵۵۵ نفر و مساحت ۳۱۷٫۳۴ کیلومتر مربع با تراکم جمعیت ۶۴٫۸  نفر در کیلومترمربع است و در تاریخ ۱ اوت ۱۹۵۴ به عنوان شهر شناخته شد.